# Wydział Wokalno-Aktorski Akademii Muzycznej w Krakowie
Wydział Wokalno-Aktorski Akademii Muzycznej w Krakowie – jeden z trzech wydziałów Akademii Muzycznej w Krakowie. Jego siedziba znajduje się przy ul. św. Tomasza 43 w Krakowie.

## Struktura
- Katedra Wokalistyki[2]

## Kierunki studiów
- Wokalistyka

## Władze
- Dziekan: prof. dr hab. Jacek Ozimkowski
- Prodziekan: prof. dr hab. Agnieszka Monasterska